# 熊本県道・福岡県道4号玉名八女線
熊本県道・福岡県道4号玉名八女線（くまもとけんどう・ふくおかけんどう4ごう たまなやめせん）は、熊本県玉名市から福岡県八女市に至る県道（主要地方道）である。

## 概要
熊本県玉名市両迫間から福岡県八女市本村に至る。
県境付近では狭路区間であり、通常はこの路線を経由して玉名市と八女市を行き来する機会は少ない。一方、玉名市から玉名郡南関町までの区間と八女市内では交通量が多く、主要地方道としての役割を果たしている。

### 路線データ
- 起点：熊本県玉名市両迫間（新玉名駅入口交差点、国道208号交点、熊本県道・福岡県道6号玉名立花線上、熊本県道16号玉名山鹿線起点）
- 終点：福岡県八女市本村（本村北交差点、国道3号交点）

## 歴史
- 1954年（昭和29年） - 建設省告示により、主要地方道福島玉名線として指定される[注釈 1]。
- 1955年（昭和30年）
  - 前年の主要地方道指定に伴い、熊本県告示により、熊本県内が県道玉名八女線として路線認定される（当時の整理番号は1）。
  - 福岡県告示により、福岡県内が県道玉名八女線として路線認定される（当時の整理番号は10）。

なお、当時の終点は八女市本町字土橋であったが、のちに八女市の市街地から東側に外れた場所において、国道3号の八女バイパスが全線開通した事に伴い、現在の同市本村北に変更されている。
- 1970年（昭和45年） - 1972年（昭和47年）頃 - 熊本県の整理番号が4に変更される。
- 1973年（昭和48年） - 福岡県告示により、福岡県の整理番号が4に変更され、4号として統一される。
- 1993年（平成5年）5月11日 - 建設省から、県道玉名八女線が玉名八女線として主要地方道に再指定される[1]。
- 2021年（令和3年）3月19日 - 熊本県告示第243号により、繁根木（はねぎ）交差点 - 玉名市玉名の旧道の指定が解除され、高瀬交差点 - JR九州九州新幹線 新玉名駅付近までの区間を追加指定[2]。
- 2025年（令和7年）6月17日 - 熊本県告示第502号により、高瀬交差点 - 新玉名駅入口交差点までの県道指定が解除される[3]。

## 路線状況

### 重複区間
- 熊本県道・福岡県道6号玉名立花線・熊本県道16号玉名山鹿線（熊本県玉名市両迫間・新玉名駅入口交差点（起点） - 玉名市玉名）
- 福岡県道・熊本県道3号大牟田植木線（熊本県玉名郡南関町大字上坂下・上坂下交差点 - 玉名郡南関町大字上坂下）
- 国道443号（熊本県玉名郡南関町大字小原 - 玉名郡南関町大字関東（せきひがし））
- 福岡県道96号八女瀬高線（福岡県八女市本村・おりなす八女交差点 - 八女市本村・清水町交差点）

### 道路施設

#### 橋梁
- 福岡県
  - 中川原橋（矢部川、八女市）
  - 柳瀬橋（八女市）
  - 茶屋橋（八女市）
  - 福島橋（花宗川、八女市）
  - 宮ノ郷橋（十三歩川、八女市）

### 交通量
平日24時間交通量（平成17年度道路交通センサス）
| 地点                           | 台数 |
| ------------------------------ | ---- |
| 八女郡立花町桐葉（桐葉公民館） | 329  |

## 地理

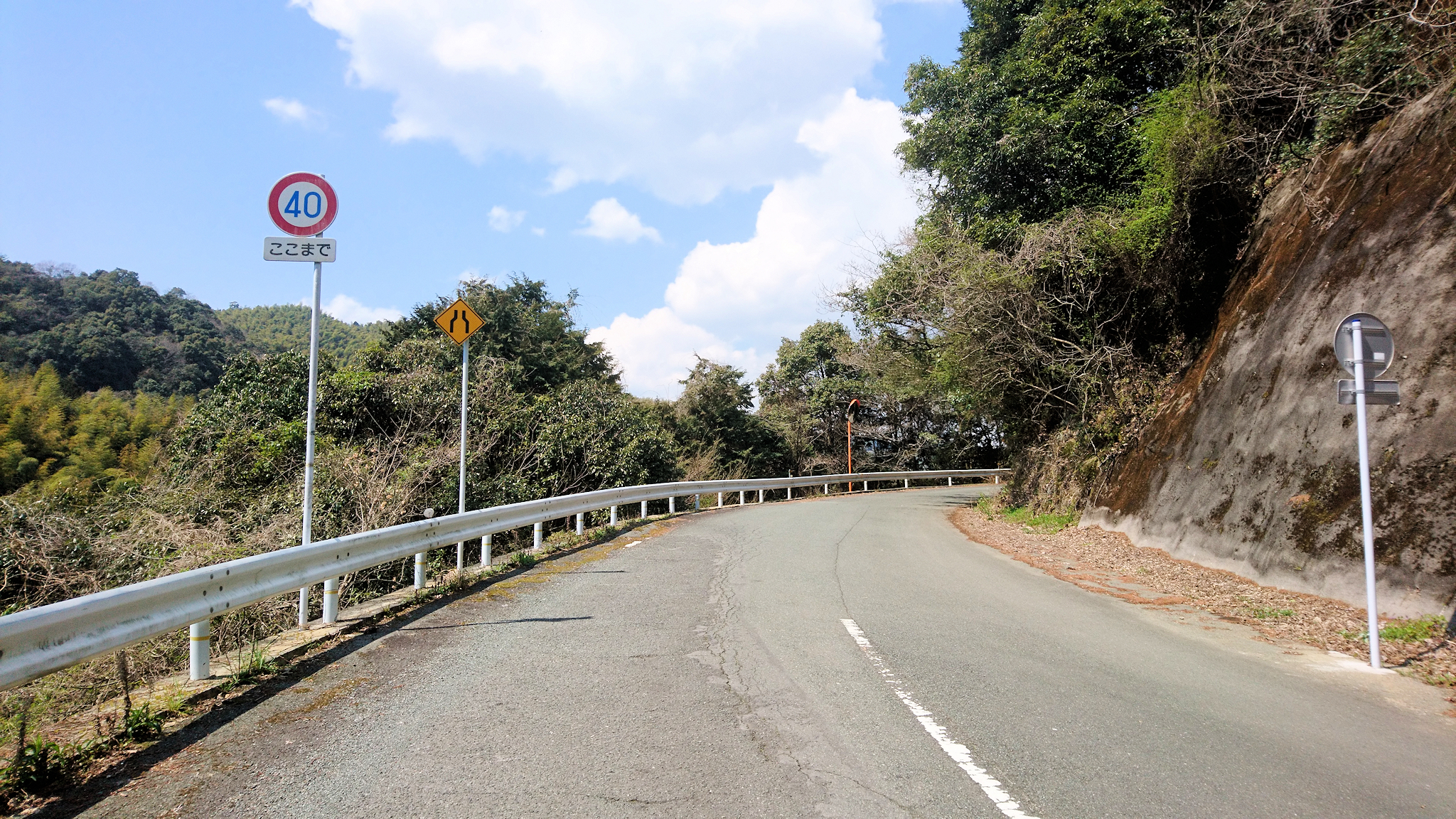
福岡県管理区間の狭隘部（県境付近）

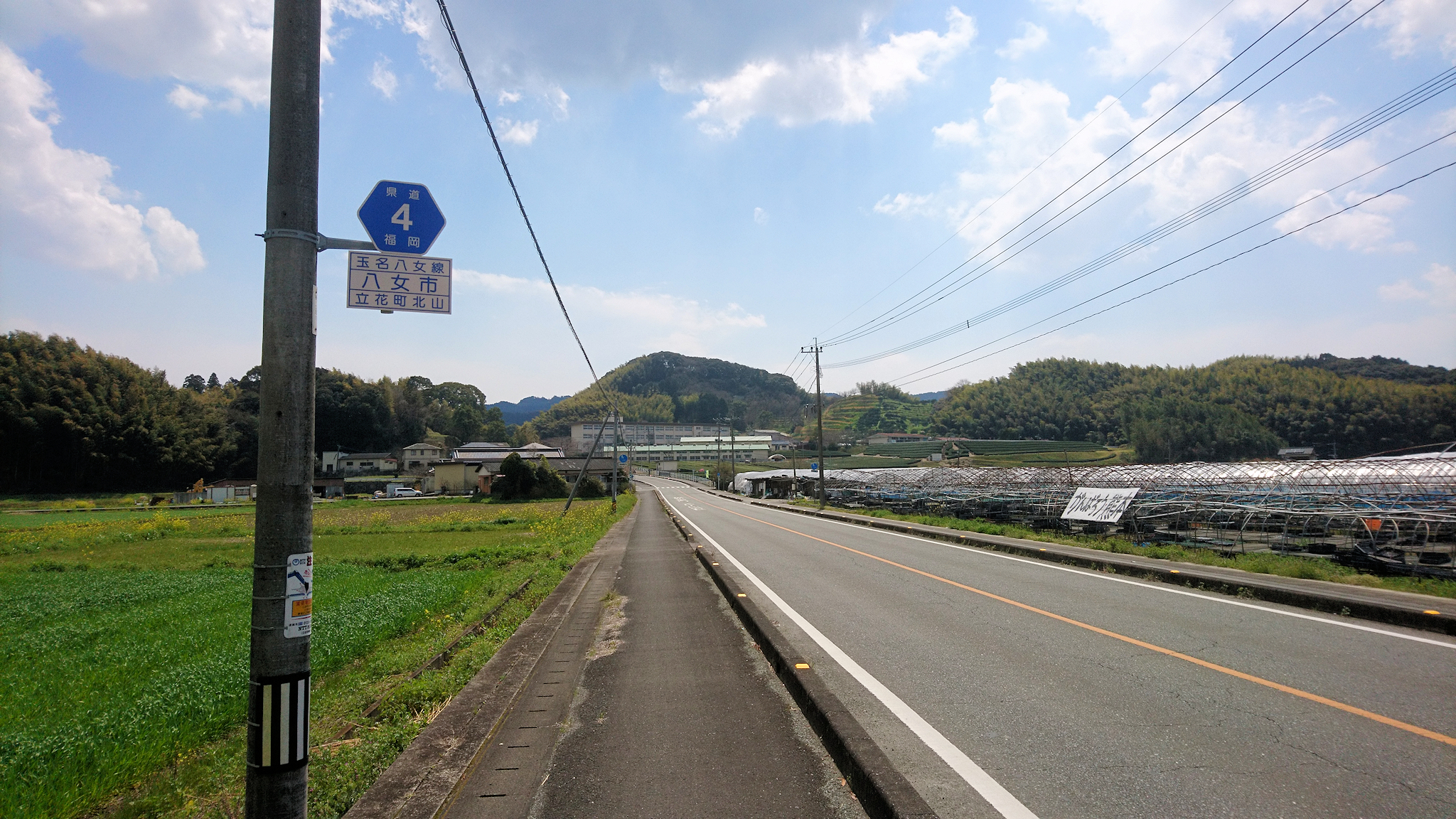
八女市立花町立山

### 通過する自治体
- 熊本県
  - 玉名市
  - 玉名郡南関町
  - 玉名郡和水町
- 福岡県
  - 八女市

### 交差する道路
| 交差する道路                                                                               | 都道府県名 | 市町村名 | 市町村名 | 交差する場所           | 交差する場所              |
| ------------------------------------------------------------------------------------------ | ---------- | -------- | -------- | ---------------------- | ------------------------- |
| 国道208号 熊本県道・福岡県道6号玉名立花線 重複区間起点 熊本県道16号玉名山鹿線 重複区間起点 | 熊本県     | 玉名市   | 玉名市   | 両迫間                 | 新玉名駅入口交差点 / 起点 |
| 熊本県道・福岡県道6号玉名立花線 重複区間終点 熊本県道16号玉名山鹿線 重複区間終点           | 熊本県     | 玉名市   | 玉名市   | 玉名                   |                           |
| 福岡県道・熊本県道3号大牟田植木線 重複区間起点                                             | 熊本県     | 玉名郡   | 南関町   | 大字上坂下             | 上坂下交差点              |
| 福岡県道・熊本県道3号大牟田植木線 重複区間終点                                             | 熊本県     | 玉名郡   | 南関町   | 大字上坂下             |                           |
| 国道443号 重複区間起点                                                                     | 熊本県     | 玉名郡   | 南関町   | 大字小原               |                           |
| 熊本県道・福岡県道10号南関大牟田北線                                                       | 熊本県     | 玉名郡   | 南関町   | 大字関下               |                           |
| 国道443号 重複区間終点                                                                     | 熊本県     | 玉名郡   | 南関町   | 大字関東（せきひがし） |                           |
| 熊本県道194号和仁菊水線 熊本県道195号和仁山鹿線                                            | 熊本県     | 玉名郡   | 和水町   | 西吉地                 |                           |
| 福岡県道805号白木上辺春線 南筑後広域農道 / オレンジロード                                  | 福岡県     | 八女市   | 八女市   | 立花町白木             |                           |
| 福岡県道715号湯辺田瀬高線                                                                  | 福岡県     | 八女市   | 八女市   | 立花町北山             |                           |
| 福岡県道793号柳瀬筑後線                                                                    | 福岡県     | 八女市   | 八女市   | 柳瀬                   |                           |
| 福岡県道96号八女瀬高線 重複区間起点                                                        | 福岡県     | 八女市   | 八女市   | 本村                   | おりなす八女交差点        |
| 福岡県道96号八女瀬高線 重複区間終点                                                        | 福岡県     | 八女市   | 八女市   | 本村                   | 清水町交差点              |
| 国道442号 / 八女筑後バイパス                                                               | 福岡県     | 八女市   | 八女市   | 本村                   | 福島中学校前交差点        |
| 国道3号 国道325号 重複                                                                     | 福岡県     | 八女市   | 八女市   | 本村                   | 本村北交差点 / 終点       |

### 交差する鉄道
- 九州新幹線

### 沿線
熊本県玉名市
- JR九州九州新幹線 新玉名駅
- 知広寺
- 玉名消防署
- 玉名温泉
- 玉名地域保健医療センター
- 石貫ナギノ横穴群

熊本県玉名郡南関町
- 大津山公園

福岡県八女市
- 夢たちばなビレッジ
- 八女市立筑南中学校
- 矢部川
- 福岡県立八女農業高等学校
- 八女民俗資料館・八女手すき和紙資料館
- 旧筑後福島駅跡公園
- 八女市福島の街並み
  - 横町町家交流館
- 八女市立福島小学校
- 八女市役所
- 八女茶加工センター
- おりなす八女
- 八女市勤労福祉会館
- JAふくおか八女
- 八女市立福島中学校
- 八女筑後看護専門学校
- 堀川観光バス

### 峠
- 熊本県
  - 矢部谷峠（玉名郡和水町 - 福岡県八女市）